# 필립 카스텔리

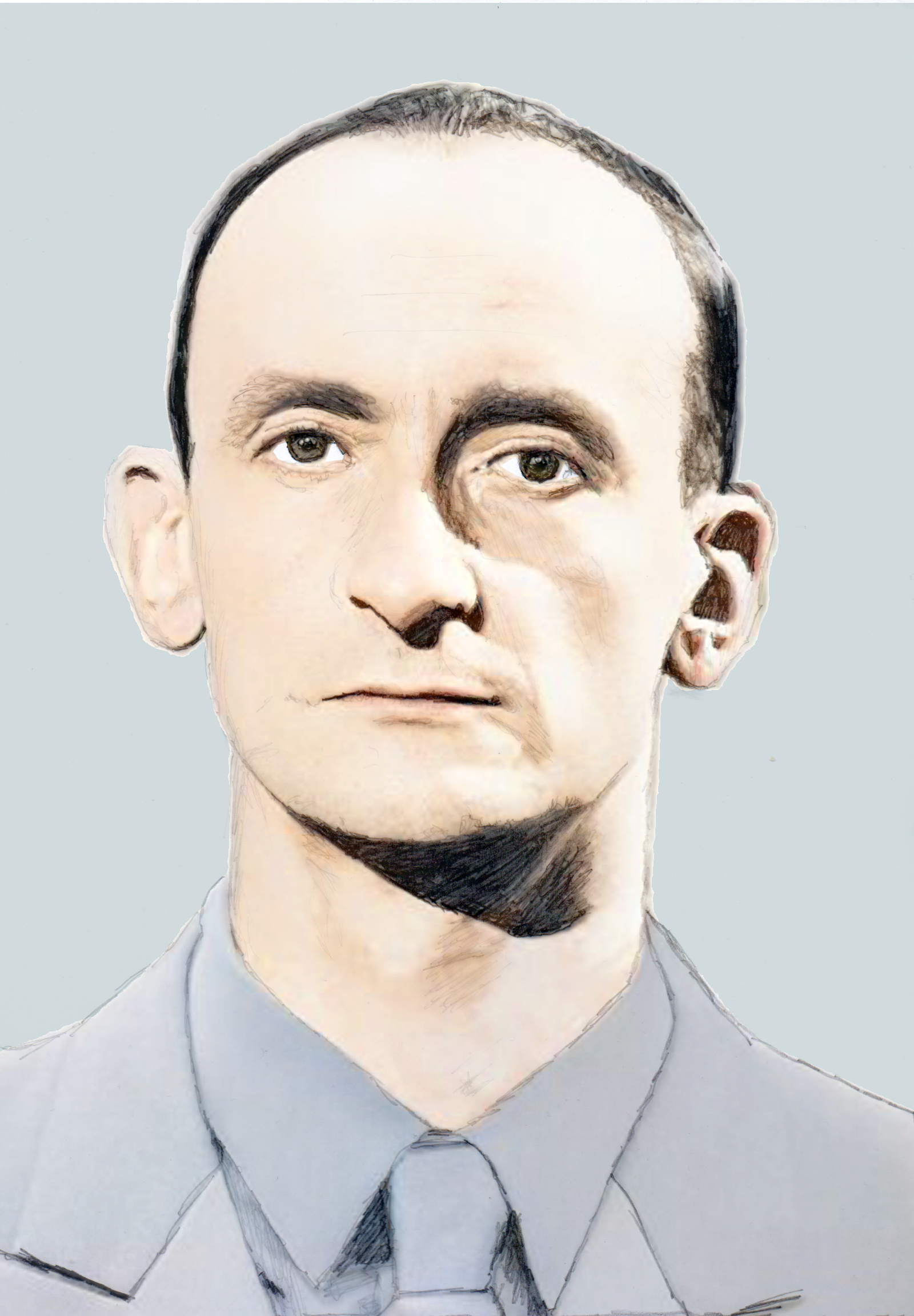

필리프 카스텔리(Philippe Castelli, 1925년 6월 8일 ~ 2006년 4월 16일)는 프랑스의 배우이다.
파리 15구에서 사망하였다. 몽마르트르 묘지에 매장되었다.

## 영화
- 최후의 방어선 (1983, Le Battant)
- 바람둥이 피아니스트 (1978년)
- 크레이지 보이 - 홍콩 소동 (1975년)
- 파자마 속의 두 여인 (1974년)
- 애정의 미로 (1971년)
- 새벽의 약속 (1970년)
- 판토마 전광석화 (1965년)
- 판토마 위기탈출 (1964년)
- 탈주한 하사 (1962년)
- 착한 여자들 (1960년)